# کوشش: زندگی و هنر گم‌شده شوکاسکی
کوشش: زندگی و هنر گم‌شده شوکاسکی (انگلیسی: Struggle: The Life and Lost Art of Szukalski) یک فیلم مستند در سال ۲۰۱۸ به کارگردانی ایرک دوبروولسکی، نویسندگی استیون کوپر و ایرک دوبروولسکی و با بازی استانیسلاو سوزالکسکی، گلن بری و رابرت ویلیامز است. این مستند توسط لئوناردو دی‌کاپریو و پدرش جورج دی‌کاپریو تولید شده‌است. این فیلم در ۲۱ دسامبر ۲۰۱۸ در نتفلیکس منتشر شد.